# Senatori della I legislatura del Regno di Sardegna
Elenco dei senatori della I legislatura del Regno di Sardegna nominati dal re Carlo Alberto.

## Nomine
Il numero della prima colonna si riferisce al numero nella serie cronologica ufficiale.
Convalida e giuramento:
  Durante la legislatura
  In legislature successive
| Num. | Nominativo                                  | Categoria   | Date             | Date             | Date             | Osservazioni                      |
| Num. | Nominativo                                  | Categoria   | Decreto          | Convalida        | Giuramento       | Osservazioni                      |
| ---- | ------------------------------------------- | ----------- | ---------------- | ---------------- | ---------------- | --------------------------------- |
|      | Vittorio Emanuele, duca di Savoia           |             |                  |                  | 1 febbraio 1849  | art. 34 dello Statuto             |
|      | Ferdinando, duca di Genova                  |             |                  |                  | 1 febbraio 1849  | art. 34 dello Statuto             |
|      | Eugenio di Savoia Carignano                 |             |                  |                  | 29 marzo 1849    | art. 34 dello Statuto             |
| 1    | Albini Giuseppe                             | 14 20       | 3 aprile 1848    | 31 luglio 1849   | 31 luglio 1849   |                                   |
| 2    | Alfieri di Sostegno Cesare                  | 4 8 21      | 3 aprile 1848    | 10 maggio 1848   | 8 maggio 1848    |                                   |
| 77   | Aporti Ferrante                             | 20          | 19 dicembre 1848 | 22 dicembre 1848 | 1º febbraio 1849 |                                   |
| 3    | Asinari di San Marzano Ermolao              | 5           | 3 aprile 1848    | 10 maggio 1848   | 8 maggio 1848    |                                   |
| 4    | Avogadro di Collobiano Filiberto            | 21          | 3 aprile 1848    | 10 maggio 1848   | 8 maggio 1848    |                                   |
| 59   | Aymerich di Laconi Ignazio                  | 21          | 3 maggio 1848    | 12 novembre 1849 | 12 novembre 1849 |                                   |
| 5    | Balbi Piovera Giacomo                       | 21          | 3 aprile 1848    | 10 maggio 1848   | 8 maggio 1848    |                                   |
| 60   | Balduini Sebastiano                         | 21          | 3 maggio 1848    | 22 maggio 1848   | 22 maggio 1848   |                                   |
| 6    | Bava Eusebio                                | 14 20       | 3 aprile 1848    | 31 luglio 1849   | 31 luglio 1849   |                                   |
| 7    | Beraudo di Pralormo Carlo Giuseppe          | 4           | 3 aprile 1848    | 10 maggio 1848   | 8 maggio 1848    | Si dimise il 6 luglio             |
| 8    | Billet Alessio                              | 1           | 3 aprile 1848    | 23 marzo 1850    | 23 marzo 1850    |                                   |
| 9    | Blanc Nicola                                | 21          | 3 aprile 1848    | 10 maggio 1848   | 8 maggio 1848    |                                   |
| 10   | Brignole Sale Antonio                       | 4 6         | 3 aprile 1848    | 18 aprile 1855   | 18 aprile 1855   |                                   |
| 17   | Cataldi Giuseppe                            | 21          | 3 aprile 1848    | 10 maggio 1848   | 8 maggio 1848    |                                   |
| 66   | Chiodo Agostino                             | 14          | 14 ottobre 1848  | 2 novembre 1848  | 2 novembre 1848  |                                   |
| 74   | Cibrario Luigi                              | 12 18 20    | 17 ottobre 1848  | 21 ottobre 1848  | 21 ottobre 1848  |                                   |
| 12   | Colla Federico                              | 15          | 3 aprile 1848    | 10 maggio 1848   | 8 maggio 1848    |                                   |
| 11   | Colla Luigi                                 | 18          | 3 aprile 1848    | 10 maggio 1848   | 8 maggio 1848    | Morto il 22 dicembre              |
| 13   | Coller Gaspare                              | 4           | 3 aprile 1848    | 10 maggio 1848   | 8 maggio 1848    |                                   |
| 16   | Colli di Felizzano Vittorio                 | 14          | 3 aprile 1848    | 22 maggio 1848   | 10 maggio 1848   |                                   |
| 14   | Cordero di Pamparato Stanislao              | 21          | 3 aprile 1848    | 10 maggio 1848   | 8 maggio 1848    |                                   |
| 15   | Cotta Giuseppe                              | 21          | 3 aprile 1848    | 17 giugno 1848   | 17 giugno 1848   |                                   |
|      | Dal Pozzo della Cisterna Emanuele           |             | 3 aprile 1848    |                  |                  |                                   |
| 18   | D'Angennes Alessandro                       | 1           | 3 aprile 1848    | 10 maggio 1848   | 8 maggio 1848    |                                   |
| 48   | Dalla Valle Rolando Giuseppe                | 21          | 3 aprile 1848    | 22 maggio 1848   | 8 maggio 1848    |                                   |
| 19   | De Cardenas Lorenzo                         | 21          | 3 aprile 1848    | 10 maggio 1848   | 8 maggio 1848    |                                   |
| 21   | De Fornari Giuseppe                         | 15          | 3 aprile 1848    | 10 maggio 1848   | 8 maggio 1848    |                                   |
| 20   | De La Charrière Bernardo                    | 11          | 3 aprile 1848    | 10 maggio 1848   | 8 maggio 1848    |                                   |
| 76   | De Launay Claudio Gabriele                  | 14          | 7 dicembre 1848  | 28 dicembre 1848 | 28 dicembre 1848 |                                   |
| 78   | De Margherita Luigi                         | 20          | 19 dicembre 1848 | 22 dicembre 1848 | 22 dicembre 1848 |                                   |
| 75   | De Maugny Clemente                          | 14          | 17 ottobre 1848  | 27 maggio 1853   | 27 maggio 1853   |                                   |
| 23   | Di Saluzzo Alessandro                       | 4 5 7 18 20 | 3 aprile 1848    | 7 marzo 1849     | 7 marzo 1849     |                                   |
| 24   | Di Saluzzo Annibale                         | 14          | 3 aprile 1848    | 10 maggio 1848   | 8 maggio 1848    |                                   |
| 22   | Doria Giorgio                               | 21          | 3 aprile 1848    | 10 maggio 1848   | 8 maggio 1848    |                                   |
| 25   | Ferrero della Marmora Alberto               | 14 18       | 3 aprile 1848    | 24 ottobre 1848  | 24 ottobre 1848  |                                   |
| 67   | Ferrero della Marmora Carlo                 | 14          | 14 ottobre 1848  | 17 ottobre 1848  | 17 ottobre 1848  |                                   |
| 68   | Gallina Stefano                             | 4 8         | 14 ottobre 1848  | 30 ottobre 1848  | 30 ottobre 1848  |                                   |
| 69   | Gallini Giovanni Battista                   | 21          | 14 ottobre 1848  | 30 ottobre 1848  | 30 ottobre 1848  | Morto il 20 dicembre              |
| 70   | Gattino Antonio Giuseppe                    | 21          | 14 ottobre 1848  | 17 ottobre 1848  | 17 ottobre 1848  |                                   |
| 61   | Gerbaix de Sonnaz Ettore                    | 14          | 3 maggio 1848    | 17 ottobre 1848  | 17 ottobre 1848  |                                   |
|      | Gioberti Vincenzo                           |             | 3 aprile 1848    |                  |                  | Rinunciò e accettò la deputazione |
| 26   | Giovanetti Giacomo                          | 21          | 3 aprile 1848    | 10 maggio 1848   | 8 maggio 1848    |                                   |
| 27   | Giulio Carlo                                | 18          | 3 aprile 1848    | 10 maggio 1848   | 8 maggio 1848    |                                   |
| 28   | Gromo Giuseppe                              | 8           | 3 aprile 1848    | 5 giugno 1848    | 5 giugno 1848    |                                   |
| 64   | Maestri Ferdinando                          | 20          | 6 giugno 1848    | 17 ottobre 1848  | 17 ottobre 1848  |                                   |
| 32   | Maffei di Boglio Carlo                      | 14          | 3 aprile 1848    | 10 maggio 1848   | 8 maggio 1848    |                                   |
| 29   | Manno Giuseppe                              | 8           | 3 aprile 1848    | 10 maggio 1848   | 8 maggio 1848    |                                   |
| 62   | Moris Giuseppe Giacinto                     | 19          | 3 maggio 1848    | 10 maggio 1848   | 8 maggio 1848    |                                   |
| 30   | Mosca Bernardo Carlo                        | 20          | 3 aprile 1848    | 10 maggio 1848   | 8 maggio 1848    |                                   |
| 31   | Musio Giuseppe                              | 12          | 3 aprile 1848    | 10 maggio 1848   | 8 maggio 1848    |                                   |
| 63   | Nazari di Calabiana Luigi                   | 1           | 3 maggio 1848    | 22 maggio 1848   | 22 maggio 1848   |                                   |
|      | Nicolosi Giovanni Battista                  |             | 6 giugno 1848    |                  |                  | Rinunciò                          |
| 33   | Nigra Giovanni                              | 21          | 3 aprile 1848    | 10 maggio 1848   | 8 maggio 1848    |                                   |
| 35   | Pagliacciù della Planargia Giovanni Antonio | 14          | 3 aprile 1848    | 10 maggio 1848   | 8 maggio 1848    |                                   |
| 34   | Pallavicini Ignazio                         | 21          | 3 aprile 1848    | 10 maggio 1848   | 8 maggio 1848    |                                   |
| 71   | Pallavicino Mossi Lodovico                  | 21          | 14 ottobre 1848  | 17 ottobre 1848  | 17 ottobre 1848  |                                   |
| 38   | Pes di Villamarina Emanuele                 | 4 14        | 3 aprile 1848    | 10 maggio 1848   | 8 maggio 1848    |                                   |
| 37   | Petitti di Roreto Carlo Ilarione            | 15          | 3 aprile 1848    | 26 maggio 1848   | 17 ottobre 1848  |                                   |
| 36   | Peyron Amedeo                               | 18          | 3 aprile 1848    | 10 maggio 1848   | 8 maggio 1848    |                                   |
| 40   | Picolet Lorenzo                             | 12          | 3 aprile 1848    | 10 maggio 1848   | 8 maggio 1848    |                                   |
| 39   | Plana Giovanni Antonio Amedeo               | 18          | 3 aprile 1848    | 10 maggio 1848   | 8 maggio 1848    |                                   |
| 41   | Plezza Giacomo                              | 21          | 3 aprile 1848    | 22 maggio 1848   | 22 maggio 1848   |                                   |
| 73   | Prat Ferdinando                             | 14          | 14 ottobre 1848  | 17 ottobre 1848  | 17 ottobre 1848  |                                   |
| 43   | Provana di Collegno Giacinto                | 14          | 3 aprile 1848    | 17 luglio 1848   | 17 luglio 1848   |                                   |
| 42   | Provana di Collegno Luigi                   | 4 21        | 3 aprile 1848    | 10 maggio 1848   | 8 maggio 1848    |                                   |
| 44   | Quarelli di Lesegno Celestino               | 10 15       | 3 aprile 1848    | 10 maggio 1848   | 8 maggio 1848    |                                   |
| 72   | Regis Gaspare Domenico                      | 14          | 14 ottobre 1848  | 17 ottobre 1848  | 17 ottobre 1848  |                                   |
| 45   | Ricci Alberto                               | 7           | 3 aprile 1848    | 1 luglio 1848    | 1 luglio 1848    |                                   |
| 46   | Ricci Francesco Giovanni                    | 21          | 3 aprile 1848    | 10 maggio 1848   | 8 maggio 1848    |                                   |
| 47   | Rignon Edoardo Giuseppe                     | 21          | 3 aprile 1848    | 19 luglio 1848   | 19 luglio 1848   |                                   |
| 49   | Rorà di Lucerna Maurizio                    | 21          | 3 aprile 1848    | 10 maggio 1848   | 8 maggio 1848    |                                   |
| 50   | Sallier della Torre Vittorio Amedeo         | 4 14        | 3 aprile 1848    | 10 maggio 1848   | 8 maggio 1848    |                                   |
| 65   | Sanvitale Luigi                             | 20          | 6 giugno 1848    | 17 ottobre 1848  | 17 ottobre 1848  |                                   |
| 51   | Sauli d'Igliano Lodovico                    | 18          | 3 aprile 1848    | 10 maggio 1848   | 8 maggio 1848    |                                   |
| 52   | Serra Domenico                              | 21          | 3 aprile 1848    | 10 maggio 1848   | 8 maggio 1848    |                                   |
| 53   | Serventi Giorgio                            | 14          | 3 aprile 1848    | 10 maggio 1848   | 8 maggio 1848    |                                   |
|      | Spinola Massimiliano                        |             | 3 maggio 1848    |                  |                  |                                   |
| 54   | Stara Giuseppe                              | 9           | 3 aprile 1848    | 10 maggio 1848   | 8 maggio 1848    |                                   |
|      | Taparelli d'Azeglio Massimo                 |             | 3 aprile 1848    |                  |                  | Rinunciò e accettò la deputazione |
| 55   | Taparelli d'Azeglio Roberto                 | 21          | 3 aprile 1848    | 10 maggio 1848   | 8 maggio 1848    |                                   |
| 56   | Tempia Amedeo                               | 14          | 3 aprile 1848    | 10 maggio 1848   | 8 maggio 1848    |                                   |
| 57   | Tornielli di Borgo Lavezzaro Girolamo       | 21          | 3 aprile 1848    | 10 maggio 1848   | 8 maggio 1848    |                                   |
| 58   | Trabucco di Castagnetto Cesare              | 17          | 3 aprile 1848    | 17 ottobre 1848  | 17 ottobre 1848  |                                   |